# Henri Bauwens
Pour les articles homonymes, voir Bauwens.
Henri Bauwens, né le 13 juin 1921 à Borgerhout et mort le 8 août 2013 à Deurne, est un coureur cycliste belge, professionnel de 1946 à 1957.

## Palmarès
- 1947
  - 3e du Grand Prix de l'Escaut
- 1948
  - 2e de la Gullegem Koerse
  - 3e de Kampenhout-Charleroi-Kampenhout
- 1949
  - 3e de Bruxelles-Namur-Bruxelles
- 1950
  - 2e du Grand Prix du 1er mai - Prix d'honneur Vic De Bruyne
  - 3e du Circuit de Flandre centrale
- 1951
  - 3e du Mémorial Fred De Bruyne
- 1953
  - 2e du Grand Prix du 1er mai - Prix d'honneur Vic De Bruyne
  - 3e de Roubaix-Cassel-Roubaix